# Esther Kamatari

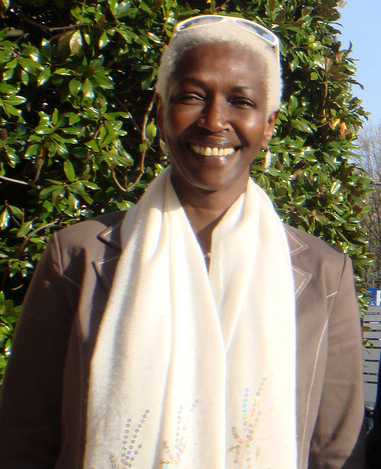
Esther Katamari (2006)

Prinzessin Esther Kamatari (* 30. November 1951 in Giheta, Königreich Burundi) ist eine Angehörige des ehemaligen burundischen Königshauses und Gründerin eines Kinderhilfswerks in Burundi.

## Leben
Esther Kamatari verbrachte ihre Kindheit im Königreich Burundi. Nach der Ermordung ihres Vaters, Prinz Kamatari, und dem Sturz der Monarchie 1966 floh Prinzessin Esther nach Frankreich, wo sie eine erfolgreiche Karriere als Model begann. Dort war sie das erste afrikanische Topmodel, das auf den Pariser Laufstegen zu sehen war.
Heute lebt Esther Kamatari mit ihren zwei Kindern Jade und Arthur in Paris, reist aber sehr oft nach Burundi. Sie war Kandidatin bei der Präsidentschaftswahl in Burundi 2005.
Sie ist die Schwester von Baudouine Kamatari (* 1957), Koordinator des Desertification Programme for the Environment Liaison Centre International (ELCI) in Nairobi, Kenia.

## Engagement
Nach dem Krieg zwischen Hutu und Tutsi 1993 engagierte sich Kamatari für die Waisenkinder Burundis und gründete das Kinderhilfswerk Un enfant par Rugo in Burundi. Die Prinzessin kümmert sich ebenfalls um den Verein ihrer burundischen Landsleute in Frankreich.

## Werke
2001 veröffentlichte sie ihre Autobiographie Princesse des Rugo, mon histoire, die 2003 unter dem Titel Prinzessin der Waisen auch auf Deutsch erschien.